# Ester Peony
Ester Alexandra Crețu, kendt professionelt som Ester Peony (tidligere kun Ester), er en rumænsk-canadisk sanger og sangskriver, Hun skal repræsentere Rumænien i Eurovision Song Contest 2019 med sangen "On a Sunday", efter at have vundet udvælgelsesshow Selecția Națională 2019.